# Estoril Open 1991
L'Estoril Open 1991 è stato un torneo di tennis giocato sulla terra rossa. È stata la 2ª edizione dell'Estoril Open, che fa parte della categoria ATP World Series nell'ambito dell'ATP Tour 1991, Il torneo si è giocato all'Estoril Court Central di Oeiras in Portogallo, dal 1º all'8 aprile 1991.

## Campioni

### Singolare
Sergi Bruguera ha battuto in finale  Karel Nováček con il punteggio di 7–6(7), 6–1

### Doppio
Paul Haarhuis /  Mark Koevermans hanno battuto in finale  Tom Nijssen /  Cyril Suk con il punteggio di 6–3, 6–3